# RWJ-51204
RWJ-51204 là một loại thuốc giải lo âu được sử dụng trong nghiên cứu khoa học. Nó có tác dụng tương tự như các thuốc benzodiazepine, nhưng có cấu trúc khác biệt và do đó được phân loại là một anxiolytic nonbenzodiazepine.
RWJ-51204 là một chất chủ vận từng phần không chọn lọc tại các thụ thể GABA<sub id="mwDA">A.</sub>  Nó tạo ra tác dụng giải lo âu chủ yếu ở liều thấp, với tác dụng an thần, mất điều hòa và giãn cơ chỉ xuất hiện ở khoảng 20 lần liều giải lo âu hiệu quả. Nó được phát hiện bởi các nhà nghiên cứu tại công ty dược phẩm Johnson & Johnson, nhưng sự phát triển của nó đã bị ngừng lại.